# Campeonato Mundial de Patinação Artística no Gelo de 1935
O Campeonato Mundial de Patinação Artística no Gelo de 1935 foi a trigésima terceira edição do Campeonato Mundial de Patinação Artística no Gelo, um evento anual de patinação artística no gelo organizado pela União Internacional de Patinação (em inglês:  International Skating Union) onde os patinadores artísticos competem pelo título de campeão mundial. Nesta edição as competições individual masculina e de duplas foram disputadas entre os dias 16 de fevereiro e 17 de fevereiro na cidade de Budapeste, Hungria; e a competição individual feminina foi disputada entre os dias 8 de fevereiro e 9 de fevereiro na cidade de Viena, Áustria.

## Eventos
- Individual masculino
- Individual feminino
- Duplas

## Medalhistas
| Evento                        | Ouro                                     | Prata                                | Bronze                                 |
| Individual masculino detalhes | Karl Schäfer · Áustria                   | Jack Dunn · Reino Unido              | Dénes Pataky · Hungria                 |
| Individual feminino detalhes  | Sonja Henie · Noruega                    | Cecilia Colledge · Reino Unido       | Vivi-Anne Hultén · Suécia              |
| Duplas detalhes               | Emília Rotter · László Szollás · Hungria | Ilse Pausin · Erich Pausin · Áustria | Lucy Gallo · Rezső Dillinger · Hungria |

## Resultados

### Individual masculino
| Pos.              | Nome            | Nacionalidade | Pontos |
| ----------------- | --------------- | ------------- | ------ |
| Medalha de ouro   | Karl Schäfer    | Áustria       | 8      |
| Medalha de prata  | Jack Dunn       | Reino Unido   | 15     |
| Medalha de bronze | Dénes Pataky    | Hungria       | 15     |
| 4                 | Graham Sharp    | Reino Unido   | 21     |
| 5                 | Markus Nikkanen | Finlândia     | 25     |
| 6                 | Elemér Terták   | Hungria       | 25     |
| 7                 | Erich Erdös     | Áustria       | 36     |
| 8                 | Ferenc Kertész  | Hungria       | 38     |

### Individual feminino
| Pos.              | Nome                      | Nacionalidade | Pontos |
| ----------------- | ------------------------- | ------------- | ------ |
| Medalha de ouro   | Sonja Henie               | Noruega       | 7      |
| Medalha de prata  | Cecilia Colledge          | Reino Unido   | 17     |
| Medalha de bronze | Vivi-Anne Hultén          | Suécia        | 22     |
| 4                 | Hedy Stenuf               | Áustria       | 30     |
| 5                 | Gweneth Butler            | Reino Unido   | 38     |
| 6                 | Hertha Dexler             | Áustria       | 42     |
| 7                 | Nanna Egedius             | Noruega       | 40.5   |
| 8                 | Helga Schrittwieser-Dietz | Áustria       | 55.5   |

### Duplas
| Pos.              | Nome                                       | Nacionalidade | Pontos |
| ----------------- | ------------------------------------------ | ------------- | ------ |
| Medalha de ouro   | Emília Rotter / László Szollás             | Hungria       | 5      |
| Medalha de prata  | Maxi Herber / Ernst Baier                  | Áustria       | 12.5   |
| Medalha de bronze | Lucy Gallo / Rezső Dillinger               | Hungria       | 14.5   |
| 4                 | Piroska Szekrényessy / Attila Szekrényessy | Hungria       | 25.5   |
| 5                 | Zofia Bilorówna / Tadeusz Kowalski         | Polônia       | 26     |
| 6                 | Wally Hampel / Otto Weiß                   | Alemanha      | 27     |
| 7                 | Liese Kianek / Adolf Rosdol                | Áustria       | 31     |
| 8                 | Barbara Chachlewska / Alfred Theuer        | Polônia       | 38.5   |

## Quadro de medalhas
| Ordem | País        | Medalha de ouro | Medalha de prata | Medalha de bronze |   | Ordem por total |
| ----- | ----------- | --------------- | ---------------- | ----------------- | - | --------------- |
| 1     | Áustria     | 1               | 1                |                   | 2 | 2               |
| 2     | Hungria     | 1               |                  | 2                 | 3 | 1               |
| 3     | Noruega     | 1               |                  |                   | 1 | 4               |
| 4     | Reino Unido |                 | 2                |                   | 2 | 2               |
| 5     | Suécia      |                 |                  | 1                 | 1 | 4               |
| TOTAL | TOTAL       | 3               | 3                | 3                 | 9 | —               |